# ليونيد باسترناك
ليونيد باسترناك (بالروسية: Леонид Пастернак )‏ (و. 1862 – 1945 م) هو رسام من الإمبراطورية الروسية، والاتحاد السوفيتي، ولد في أوديسا، توفي في أكسفورد، عن عمر يناهز 83 عاماً.

## التعليم
تعلم في جامعة موسكو الحكومية، وأكاديمية الفنون الجميلة بميونخ.

## روابط خارجية
- ليونيد باسترناك على موقع الموسوعة البريطانية (الإنجليزية)